# Котов, Николай Яковлевич
Никола́й Я́ковлевич Ко́тов (июль 1893, Павлоград — 10 января 1938, Воронеж) — российский и советский военный деятель, российский революционер, комдив (1935).

## Биография
Родился в семье русского дворянина-помещика в июле 1893 года в Павлограде Екатеринославской губернии. Семья имела 40 десятин земли, два магазина, свечное производство. Всего в семье было пятеро детей: четверо сыновей — Николай, Михаил, Лев и Григорий — и дочь Елизавета.

## Первая мироваяиГражданская
В 1910 году окончил Павлоградскую мужскую гимназию и поступил в Новороссийский университет в Одессе. В том же году вступил в партию эсеров. Решив сделать военную карьеру, в 1912 году бросил учёбу в университете и поступил в Одесское военное училище. Окончил училище к началу Первой мировой войны и был выпущен из него подпоручиком. Воевал в составе Особой армии. В боях пять раз ранен. Вёл активную подпольную революционную работу среди солдат. Последняя должность в царской армии — старший штаб-офицер полка, последнее звание — подполковник.
После Февральской революции избирался председателем дивизионного и корпусного комитетов, а также членом ревкома Особой армии.
После заключения Брест-Литовского мира и выхода России из войны вновь оказался на Украине. Во время правления на Украине гетмана Скоропадского, воевал в партизанском отряде, был взят в плен и отсидел несколько месяцев в тюрьме.
В РККА с марта 1918. В годы Гражданской войны сражался на Южном фронте. В 1918 — председатель ревкома Павлоградского уезда Екатеринославской губернии. С декабря 1919 по февраль 1920 — Харьковский губернский военный комиссар. В мае 1920 назначен командиром 121-й стрелковой бригады 41-й стрелковой дивизии, начальником которой был Ж. Ф. Зонберг. В этой должности исполнял обязанности начальника обороны побережья Чёрного моря и Днепра, начальника гарнизона Одессы. В июле 1920 года был принят в ВКП(б).

## Послевоенное время
В первые послевоенные годы служил на командных должностях. С 1921 командовал 361-м стрелковым полком 41-й стрелковой дивизии, затем — 133-й бригадой 45-й стрелковой дивизии, затем — 70-й бригадой 24-й Симбирской стрелковой дивизии. В 1922 окончил Высшие академические курсы при Военной академии РККА. С 1922 — врид командира 24-й стрелковой дивизии. Затем командовал 23-й стрелковой дивизией.
С 1923 года служил в центральном аппарате РККА. В июне 1923 года был назначен для особых поручений отдела по подготовке и службе войск Управления 1-го помощника начальника Штаба РККА. В то время должность 1-го помощника начальника Штаба РККА занимал Б. М. Шапошников. В апреле 1924 переведён на должность помощника начальника Управления боевой подготовки РККА. С ноября того же года — помощник инспектора пехоты РККА.
С 1926 года служил на разных должностях, в том числе преподавательских, в военно-учебных заведениях. Первоначально служил в Военной академии имени М. В. Фрунзе. С сентября 1926 — адъюнкт академии. С 1929 — помощник начальника академии Р. П. Эйдемана и начальник её штаба. В 1930 г. был направлен от академии в служебную командировку в Германию. С апреля 1931 — начальник штаба Военно-технической академии РККА.
В 1932 году перешёл на службу в другой род войск — Военно-воздушные силы. В конце 1932 зачислен слушателем оперативного факультета Военно-воздушной академии РККА. В 1933 г. некоторое время был начальником командного факультета этой академии. В декабре 1933 назначен начальником создающейся Липецкой высшей летно-тактической школы ВВС РККА. 26 ноября 1935 года ему было присвоено звание комдива.

## Арест и расстрел
С июня 1937 — в распоряжении Управления по комначсоставу РККА. 6 сентября 1937 был арестован. Содержался в воронежской тюрьме. Тогда же были арестованы его жена, сын и дочь. Был обвинён в шпионаже в пользу Германии, участии в военно-фашистском заговоре с целью свержения социалистического строя и реставрации капитализма в СССР, подрывной и вредительской деятельности в РККА. Компрометирующими обстоятельствами послужили его дворянское происхождение, тот факт, что два его родных брата — Михаил и Лев — во время Гражданской войны служили у Деникина, вместе с остатками его армии бежали во Францию и проживали в Париже, а также пребывание Котова в служебной командировке в Германии, во время которой он общался с немецкими офицерами и отобедал с ними в ресторане «Бонбаньер» в Берлине, а кроме того некоему полковнику Листу передал письмо от Эйдемана, который уже был осуждён и расстрелян вместе с Тухачевским. В ходе следствия признал себя виновным в участии в военно-фашистском заговоре, который вменяли в вину большинству военных. 10 января 1938 предстал перед судом ВКВС. Подтвердил своё признание на суде и был приговорён к ВМН. Приговор был приведен в исполнение в тот же день в тюрьме города Воронежа.
Определением ВКВС от 4 июня 1957 Н. Я. Котов был реабилитирован.

## Награды
- Орден Красного Знамени (1921[4])
- Орден «Знак Почета» (1936)